# Laurent Mathieu Bidault
Laurent Mathieu Gervais Bidault est un homme politique français né le 8 octobre 1759 à La Haye-de-Calleville (Eure) et mort le 11 septembre 1808 à Rouen (Seine-Maritime).

## Biographie
Négociant, il est élu comme suppléant à la Convention et est appelé à siéger comme député de l'Eure le 23 nivôse an II et s'occupe de commerce. Il passe au Conseil des Cinq-Cents le 21 vendémiaire an IV.

## Sources
- « Laurent Mathieu Bidault », dans Adolphe Robert et Gaston Cougny, Dictionnaire des parlementaires français, Edgar Bourloton, 1889-1891 [détail de l’édition]